# Riyad (provincie)
Ar Riyad (Arabisch: الرياض, Ar Riyāḑ) is een provincie van Saoedi-Arabië en ligt in het centrum van het land. Het heeft een oppervlakte van 404.240 km² en had in 2004 5.455.363 inwoners. De hoofdstad van deze provincie is Riyad, tevens de hoofdstad van het land. Andere steden in deze provincie zijn Al-Kharj, Ushaiger, Thadiq, Al Majma'ah, Diriyah, Layla, As Sulayyil en Al-Madjma'ah.
Al Bahah · Al Hudud ash Shamaliyah · Al Jawf · Al Qasim · Ash-Sharqiyah · Asir · Hail · Jizan · Medina · Mekka · Najran · Riyad · Tabuk